# Апроксимация
Апроксимация (приближение) е математически термин, с който се означава замяната на едни математически обекти с други, по-прости, но същевременно близки в някакъв смисъл до изходните. Целта на апроксимацията е да се сведе изследването на различни (неизвестни или изключително сложни) числови характеристики и качествени свойства на първоначалните обекти до работа с други обекти, чиито характеристики и свойства са вече познати или по-удобни за работа. Различни дялове на математиката имат отношение към апроксимацията, като например:
- числени методи и функционален анализ, които се занимават с апроксимация на функции (най-честата употреба на термина);
- геометрия и топология, в които се разглежда апроксимацията на криви, повърхнини, пространства и изображения;
- теория на числата, където класически пример е апроксимацията на ирационални числа с рационални (т.нар. Диофантово приближение).[1]

## Апроксимиране на реалните числа с рационални
Теорема 1. Нека {\displaystyle x} е реално число, а {\displaystyle n} – естествено. Тогава съществуват цели числа {\displaystyle p} и {\displaystyle q}, за които {\displaystyle 1\leq q\leq n} и {\displaystyle (1):}
{\displaystyle \left|x-{\frac {p}{q}}\right|\leq {\frac {1}{nq}}\cdot }
За произволно реално {\displaystyle y} да означим с {\displaystyle [y]} най-голямото измежду целите числа {\displaystyle m\leq y}. Така например, {\displaystyle \left[{\frac {5}{2}}\right]=2}, {\displaystyle \left[-{\frac {5}{2}}\right]=-3}. От това определение става ясно, че {\displaystyle [y]} е цяло число и че {\displaystyle 0\leq y-[y]<1}.
Да разгледаме числата {\displaystyle kx-[kx],(k=0,1,2...,n)}. Те са {\displaystyle n+1} на брой и лежат в интервала {\displaystyle [0,1]}. Разделяме последния интервал на {\displaystyle n} равни подинтервала {\displaystyle \Delta _{1},\Delta _{2},...,\Delta _{n},} всеки от които има дължина {\displaystyle {\frac {1}{n}}}. От принципа на Дирихле следва, че съществуват две различни цели числа {\displaystyle k} и {\displaystyle l} между {\displaystyle 0} и {\displaystyle n}, за които числата {\displaystyle kx-[kx]} и {\displaystyle lx-[lx]} принадлежат на един и същи интервал {\displaystyle \Delta _{\nu }}. Следователно разстоянието между тях няма да надминава {\displaystyle {\frac {1}{n}}}, т.е.
{\displaystyle |kx-[kx]-(lx-[lx])|\leq {\frac {1}{n}},}
или, което е същото {\displaystyle (2)},
{\displaystyle |(k-l)x-([kx]-[lx])|\leq {\frac {1}{n}}.}
Тъй като {\displaystyle k\neq l}, без ограничение на общността може да се предположи, че {\displaystyle k>l}. Освен това, {\displaystyle 0\leq k\leq n}, {\displaystyle 0\leq l\leq n}, следователно {\displaystyle 1\leq k-l\leq n}. Да положим {\displaystyle q=k-l} и {\displaystyle p=[kx]-[lx]}. Тогава {\displaystyle p} и {\displaystyle q} са цели числа и са в сила неравенствата {\displaystyle 1\leq q\leq n}. При тези означения {\displaystyle (2)} добива вида {\displaystyle |qx-p|\leq {\frac {1}{n}}}, откъдето след деление на двете страни с {\displaystyle q} се получава {\displaystyle (1)}. От доказаното може да се получи като следствие Теорема 2.
Теорема 2. За всяко реално число {\displaystyle x} съществуват безбройно много естествени числа {\displaystyle q}, за всяко от които съществува цяло число {\displaystyle p,} за което е в сила неравенството
{\displaystyle \left|x-{\frac {p}{q}}\right|\leq {\frac {1}{q^{2}}}\cdot }